# Чорей, Раду
Раду Чорей (рум. Radu Ciorei; род. 28 мая 1952, Клуж-Напока) — румынский дирижёр.
Окончил Клужскую академию музыки, ученик Эмила Симона. Затем занимался в мастер-классах Игоря Маркевича, Курта Мазура и Отмара Суитнера.
Ещё студентом в 1974 г. организовал и возглавил камерный оркестр «Интермеццо», действовавший до 1980 г. и давший в общей сложности около 80 концертов в разных городах Румынии. В 1976—1980 гг. репетитор Румынской оперы в Клуже, затем в 1980—1985 гг. дирижёр оперного театра в Крайове, в 1985—1991 гг. — оперного театра в Констанце (в последнем сезоне также генеральный менеджер). В 1991—2004 гг. возглавлял Черноморский филармонический оркестр. С 2004 г. вновь дирижёр (до 2006 г. также художественный руководитель) оперного театра в Констанце. Гастролировал в различных европейских странах, а также США, Аргентине, Южной Корее. Осуществил ряд записей, в том числе «Времена года» Антонио Вивальди (со скрипачкой Кристиной Ангелеску).